# Ana Šomlo
Ana Šomlo (Negotin, 27. ožujka 1935. – ?, 9. srpnja 2024.) bila je srpska i izraelska književnica i televizijska novinarka. Pisala je romane, novele i oglede.
Rođena je u Negotinu. Škole je pohađala u Beogradu i u Jeruzalemu. Zaposlila se na beogradskoj televiziji gdje je radila kao novinarka. Tijekom 1990-ih odselila se u Izrael.
Djela su joj objavljena i na hrvatskom jeziku, u prijevodu Đure Vidmarovića u Hrvatskom slovu.